# 정족산 가궐지
정족산 가궐지(鼎足山 假闕址)는 인천광역시 강화군 길상면 온수리에 있다. 1986년 4월 1일 강화군의 향토유적 제11호로 지정되었다가, 2017년 12월 20일 해제되었다.

## 개요
고려 고종46년(1259) 풍수도참가 백승현(白勝賢)의 진언에 의해 고종이 건립했던 가궐(假闕) 터이다. 당시 백승현이 낭장(郎將)으로 있을 때 고종이 적당한 도읍지를 문의하다 삼랑성 및 신니동에 가궐을 짓도록 했고, 원종5년(1264) 몽고가 왕의 친조(親朝)를 요구했을 때 가궐을 짓고 마니산 참성단에 제사를 하면 친조 문제가 해결되고 주위의 대국들이 와서 조공할 것이라고 진언하였다 전한다. 건물은 몽골군의 침입으로 소실되었으며 당시 이 가궐에는 왕이 거처하지 않을 때에도 평상시처럼 금침을 깔고 의복을 놓아 두었다고 한다.